# Jacob Mahler
Jacob William Mahler (* 20. April 2000 in Kopenhagen, Dänemark) ist ein singapurischer Fußballspieler.

## Karriere

### Verein
Jacob Mahler erlernte das Fußballspielen in der National Football Academy in Singapur. 2018 unterschrieb er einen Vertrag bei den Young Lions. Die Young Lions sind eine U23-Mannschaft, die 2002 gegründet wurde. In der Elf spielen U23-Nationalspieler und auch Perspektivspieler. Ihnen soll die Möglichkeit gegeben werden Spielpraxis in der ersten Liga, der Singapore Premier League, zu sammeln. Bis zu seiner Einberufung zum Militärdienst bestritt er 48 Erstligaspiele für die Young Lions. Am 1. Januar 2021 wurde er zum Militärdienst einberufen. Von Mai 2021 bis Mai 2023 wurde er an seinen ehemaligen Verein Young Lions ausgeliehen. Während der Ausleihe bestritt er 23 Erstligaspiele. Nach Beendigung des Militärdienstes unterschrieb er am 1. Juli 2023 einen Vertrag beim indonesischen Erstligisten Madura United. Am Ende der Saison feierte er mit Madura die Vizemeisterschaft. Für den Erstligisten aus Pamekasan bestritt er 34 Ligaspiele. Hierbei erzielte er einen Treffer. Im Juli 2024 zog es ihn nach Thailand, wo er einen Vertrag beim Erstligisten Muangthong United unterschrieb. Nach einer Spielzeit, in der er zwei Ligaspiele bestritt, kehrte er im Sommer 2025 nach Singapur zurück. Hier schloss er sich dem Erstligisten BG Tampines Rovers an.

### Nationalmannschaft
Jacob Mahler spielte 2019 dreimal für die U22. Von 2019 bis 2022 spielte er achtmal für die U23-Nationalmannschaft. Seit 2018 spielt er für die A-Nationalmannschaft von Singapur. Sein Nationalmannschaftsdebüt gab er am 11. September 2018 in einem Freundschaftsspiel gegen die Fidschianische Nationalmannschaft. 

## Erfolge
Madura United
- Indonesischer Vizemeister: 2023/24